# Rajd Włoch 1976

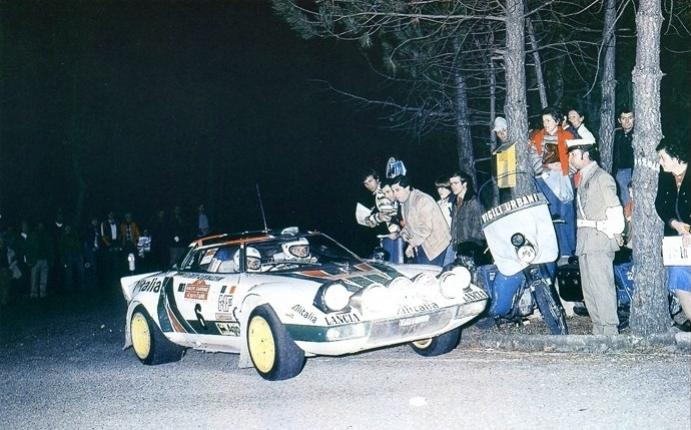
Lele Pinto podczas rajdu

Rajd San Remo 1976 - Rajd Włoch (18. Rallye Sanremo) – 18 Rajd San Remo rozgrywany we Włoszech w dniach 6-9 października. Była to ósma runda Rajdowych Mistrzostw Świata w roku 1976. Rajd został rozegrany na nawierzchni asfaltowej. Bazą rajdu było miasto San Remo.

## Wyniki końcowe rajdu[1]
| Msc. | Kierowca              | Pilot               | Samochód               | Czas     | Strata   | Punkty |
| ---- | --------------------- | ------------------- | ---------------------- | -------- | -------- | ------ |
| 1    | Björn Waldegård       | Hans Thorszelius    | Lancia Stratos HF      | 10:27.40 | 0.0      | 20     |
| 2.   | Sandro Munari         | Silvio Maiga        | Lancia Stratos HF      | 10:27.44 | +0.04    |        |
| 3.   | Raffaele Pinto        | Arnaldo Bernacchini | Lancia Stratos HF      | 10:37.13 | +9.33    |        |
| 4.   | Antonio Fassina       | Mauro Mannini       | Lancia Stratos HF      | 10:59.22 | +31.42   |        |
| 5.   | Amilcare Ballestrieri | Sergio Maiga        | Opel Kadett GT/E       | 11:13.46 | +46.06   | 8      |
| 6.   | Livio Lorenzelli      | Mario Necco         | Fiat Abarth 124 Rallye | 11:20.29 | +52.49   | 6      |
| 7.   | Federico Ormezzano    | Roberto Dalpozzo    | Opel Kadett GT/E       | 11:35.51 | +1:08.11 |        |
| 8.   | Luigi Battistolli     | Giovanni Braito     | Opel Kadett GT/E       | 11:48.42 | +1:21.02 |        |
| 9.   | Christian Gardavot    | Daniele Roux        | Porsche 911            | 11:55.32 | +1:27.52 | 2      |
| 10.  | Angelo Presotto       | Maurizio Perissinot | Opel Kadett GT/E       | 11:58.03 | +1:30.23 |        |

## Klasyfikacja producentów po 8 rundach
| Lp | Producent | Pkt. |
| -- | --------- | ---- |
| 1  | Lancia    | 82   |
| 2  | Opel      | 50   |
| 3  | Datsun    | 36   |
| 4  | FIAT      | 32   |
| 5  | Peugeot   | 30   |

- Uwaga: Tabela obejmuje tylko pięć pierwszych miejsc.